# سیارک ۴۹۳۱
سیارک ۴۹۳۱ (به انگلیسی: 4931 Tomsk، نامگذاری:1983CN3) چهار هزار و نهصد و سی و یکمین سیارک کشف شده‌است که در ۱۱ فوریه ۱۹۸۳ کشف شد.
قدر مطلق سیارک برابر ۱۲٫۰۰ است.